# حقوق العمال في نيوزيلندا
شُمِلَت حقوق العمال في نيوزيلندا، إلى حد بعيد، بقانونين: قانون علاقات العمل لعام 2000 والقانون العام، متضمنًا القضايا والقرارات القضائية وقرارات المحكمة. وتقوم وزارة العمل والإبداع والتوظيف بمعظم المهام الإدارية المتعلقة بحقوق العمال وتطبيقها العملي في الدولة.
تلتزم نيوزيلندا بعدد من المؤسسات والاتفاقيات الدولية، ويُنظر اليها على نطاق واسع بوصفها رائدةً على مستوى العالم فيما يتعلق بتنفيذ وحماية حقوق وواجبات العمّال.

## وزارة العمل والإبداع والتوظيف
أُنشئت وزارة العمل والإبداع والتوظيف سنة 2012. وتصف الوزارة دورها الرئيسي بأنه «جعل نيوزيلندا تزدهر من أجل الجميع».
فيما يتعلق بالتوظيف، تهدف الوزارة إلى توفير عدد أكبر من الوظائف وزيادة الفرص للنيوزيلنديين ليأخذوا أدوارًا في أعمال أكثر إنتاجية وأعلى أجرًا. وذلك بواسطة آليات متنوعة، أُديرت سابقًا بواسطة ما يسمى قسم العمال. وتشمل بعض الخدمات الأساسية:
●    تسوية النزاعات المتعلقة بالعمل.
●    إجراء البحث الوظيفي.
●    تقديم المشورة والتحليل في مجال السياسات.
●    تزويد العامة بالنصائح والمعلومات والموارد المتعلقة بكل مسائل العمل.
●     توفير الصحة والأمان في المعلومات والتدقيق والإدارة المتعلقة بالتوظيف.

## التشريع
تنبع جذور قانون العمّال في نيوزيلندا أساسًا من الشرائع التي يسنها البرلمان النيوزيلندي. تشكل هذه التشريعات ما يُعرف بالحقوق والأهليات الأدنى. كل قانون مستقل من البرلمان يتعامل مع جزء مختلف من حقوق العمال وواجباتهم، أو يتعامل مع جزء من حقوق الإنسان بوصفه مكمّلًا للمطالب التشريعية الرئيسية، مثل قانون الخصوصية عام 2003.

### قانون علاقات العمل
يُعد قانون علاقات العمل عام 2000 أكثر قوانين العمل التشريعية جوهريةً في نيوزيلندا. يبطل القانون قانون عقود العمل عام 1991. ويشرع عددًا من الأحكام الأساسية التي تخص حرية الانتماءات والتمييز والعمل الجمعي أو الاتحادي والمساومة الجماعية، وكذلك الاتفاقات الجماعية واتفاقات عمل الفرد والإجازة التعليمية لعلاقات العمل، والإضراب وإيقاف العمال عن العمل مؤقتًا من قبل رب العمل، والمظلمة الشخصية والنزاعات وفرض اتفاقات العمل وخدمة التوسط لحل النزاعات، ومحكمة التوظيف وإدارة علاقات العمل ورقابة العمال.
تُطبّق العديد من الأحكام المهمة لحظة بدء العمل. متضمنةً مبدأ العمل بنية سليمة تجاه المجتمع علانيةً. تعمل الأحكام الأخرى على أسس متطورة بصرف النظر عن علاقات العمل، وهي أكثر إعلانًا -كما في قضية عمليات نقابة العمّال- أو إداريةً -كما في عملية هيئة علاقات العمل- في طبيعتها.

#### نقابات العمال
يمنع البند 110 من قانون العمل أرباب العمل من التمييز بين العمال لمشاركتهم -أو عدم مشاركتهم- في نقابة أو منظمات عمال أخرى. ويقر القانون «بوجود تحيز فطري في إدارة علاقات العمل»، ويشجع على المساومة الجماعية (المادة 3) وسيلةً للحد من التحيز والتباين بين صاحب العمل والموظفين. ويقر أيضًا بدور النقابات في زيادة فوائد العمل الجماعية لأعضائها، في البند 12. ومن الأمور الأخرى التي يقرها القانون:
- الجزء 4: يقرّ عمل النقابات عمومًا.
- الجزء 5: يقرّ الحق في المساومة الجماعية.
- الجزء 8: يقرّ الحق في الإضراب عن العمل.

##### الحق في تكوين الجمعيات
لنقابة العمال، وفقًا للجزء 3 من قانون العمل، الحق في تكوين الجمعيات:
1. للعمال حرية الاختيار بشأن تشكيل نقابات، والعمل بوصفهم أعضاء في نقابات، بغرض زيادة فوائدهم الجماعية في العمل.
2. لا يجوز لأي شخص، فيما يتعلق بقضايا العمل، منح أي تفضيل أو إحداث تأثير لا داعي له، بصورة مباشرة أو غير مباشرة، على شخص آخر بدعوى أن الشخص الآخر عضو في النقابة أو ليس عضوًا.[4]

#### هيئة علاقات العمل
تُعرّف هيئة علاقات العمل، بموجب البند 157، بأنها هيئة تحقيقية تبحث في وقائع القضية، لا التقنيات القانونية، سعيًا لحل المشكلات الواردة في علاقات عمل الطرفين.

### قانون حقوق الإنسان عام 1993
يمنع قانون حقوق الإنسان عام 1993، بجلاء، التحيز في حقول معينة مُشار إليها، تشمل الجنس والعِرق والوضع الأسري والرأي السياسي وغير ذلك. وينطبق على كل جوانب العمل تقريبًا، التي تشمل إعلان الوظيفة واستمارات التقديم ولقاءات وعروض الوظيفة. وينطبق أيضًا على العمال الذين لا يتقاضون أجورهم والمتعاقدين المستقلين. ويطبق قانون علاقات العمل قانون حقوق الإنسان على الشؤون المتعلقة بالعمل بجلاء.

#### التحيُّز
حُلّت مسألة التحيز في العمل بمقتضى قانون حقوق الإنسان عام 1993. قد تكون نتائج التحيز في العمل كما يلي:
- الرفض أو الفشل في عرض نفس شروط العمل وظروف العمل أو المزايا أو الفرص الإضافية للموظفين الذين يمتلكون نفس المؤهلات والخبرة أو المهارات ويعملون في ظروف مماثلة.
- التسريح أو الأذى الذي يسببه صاحب العمل لموظفين في ظل الظروف التي لا يتعرض لها موظفون آخرون في أثناء قيامهم بنفس العمل.
- التقاعد أو الإجبار على التقاعد من قِبل صاحب العمل.

يشمل القانون النيوزيلندي النساء، وينتقل إلى الأشخاص والتمييز المبني على أسس ثقافية، لا تزال هناك عقبات على أرض الواقع تتعلّق بمن ينتمون إلى هذه الفئات الاجتماعية/الاقتصادية. وتلخصت النتائج التي توصلت إليها لجنة حقوق الإنسان عام 2008، عند بحثها في قضية التمييز الذي يتعرّض له المتحولون جنسيًا من الناس، إلى أن أكثر البلاغات المقدمة تصف شكلاً من أشكال التمييز الذي يدور حول بقاع العمل. ويصف 4 من كل 5 بلاغات مثالًا عن التمييز الذي امتد من التحرش في العمل إلى الاعتداءات الوحشية والإيذاء الجنسي. ونشر مركز البحوث التطبيقية المتعددة الثقافات في جامعة فيكتوريا، سنة 2010، تحليلًا ذاتيًا لكل البحوث المتعلقة بالتمييز الذي تعرض له النيوزيلنديون الآسيويون. وكشفت النتائج أن الآسيويين تعرضوا لتمييز واضح، سواءً العاملين أو الذين يتقدمون بطلب للحصول على عمل، وأن معدلات البطالة وقلة التوظيف أعلى من معدلات الفئات العرقية الأخرى.
لو تعرّض موظف ما للتمييز بصورة غير مشروعة وقت ممارسة عمله، فيجوز له أن يشكو ذلك وفقًا لقانون العلاقات في العمل، أو أن يقدم شكوى بموجب ما جاء به قانون حقوق الإنسان، لكن لا يمكنه القيام بكليهما. إذا تعرض الشخص للتمييز قبل التوظيف، فيمكنه رفع دعوى بمقتضى قانون حقوق الإنسان.
وما زال من الصعب قياس مستويات التمييز في أماكن العمل في نيوزيلندا على الصعيد العالمي، وذلك نتيجة القصور في تسجيل البيانات والإبلاغ عنها.

### أخرى
تشمل القوانين المهمة الأخرى المرتبطة بالعمل ما يلي:
- قانون الصحة والسلامة في العمل عام 2015: يُلزم هذا القانون أرباب العمل والعاملين أيضًا باتخاذ إجراءات لإبقاء موقع العمل آمناً.
- قانون الإجازات عام 1981: يحدد هذا القانون الحق الأدنى من الاستحقاقات والمتطلبات فيما يتعلق بالعطلات السنوية والعطلات العامة والإجازات الخاصة.
- قانون إجازة الوالدين وتأمين العمل عام 1987: يحدد استحقاقات الموظفين من إجازة الوالدين. وهو يمنح الموظفين، في الوقت الراهن، 22 أسبوعًا إجازة ممنوحة من الحكومة. ويجوز للموظفين الحصول على إجازة إضافية ممتدة من أجل رعاية الطفل، تصل إلى 52 أسبوعًا من الإجازة الممتدة، يُخصم منها مدة الرعاية الأولية حال حصل عليها الموظف، التي تصل إلى 22 أسبوعًا.[11] وتبقى الوظيفة محفوظة لصاحبها المُجاز.
- قانون التعويض عن الحوادث عام 2001: يوضع «مخطط عدم الخطأ» في نيوزيلندا، الذي يحق للموظفين بموجبه الحصول على تعويض حال تعرضهم لإصابة مؤذية في العمل من مخطط تأمين أنشأته الدولة. ونتيجة لوجود هذا المخطط، يُمنع الموظفين من رفع دعوى قانونية للحصول على تعويض عن الأضرار.
- قانون شرعة الحقوق النيوزيلندي عام 1990: يُعد هذا التشريع من الضرورات الدستورية الأساسية. ويهدف إلى تأكيد وحماية وتعزيز حقوق الإنسان والحريّات الجوهرية في نيوزيلندا، وتأكيد التزام نيوزيلندا بالميثاق الدولي الشامل لحقوق الإنسان المدنية والسياسية. ويعترف القانون بعدد من الحقوق، كحق الحرية في تكوين الجمعيات بوضوح.
- قانون الحد الأدنى للأجور عام 1983: يحدد معدلات الأجور الأدنى للموظفين.
- قانون الخصوصية عام 1993: يحدد مختلف مبادئ الخصوصية، متضمنةً المبادئ المتعلقة بتجميع واستخدام وإفشاء المعلومات الشخصية. وتشمل المعلومات المحفوظة عن الموظفين.
- قانون المساواة في الأجور عام 1972: يسعى إلى إزالة ومنع التمييز الذي يحدث على أساس جنس الموظف في أماكن العمل.

## الحد الأدنى للحقوق والاستحقاقات
ينبثق عدد من الحقوق والاستحقاقات من مختلف شرائع العمل. بموجب القانون النيوزيلندي، لا يجوز سؤال الموظف أن يوافق على أقل من الحد الأدنى من الحقوق والالتزامات التي وضعها القانون. يجب أن يكون لدى صاحب العمل اتفاق مكتوب، ويجب الالتزام بالحد الأدنى لحقوق الموظفين سواءً أكان مشمولاً بالاتفاق أم لا.